# Pas de caviar pour tante Olga
Pour plus de détails, voir Fiche technique et Distribution.
Pas de caviar pour tante Olga est un film français réalisé par Jean Becker, sorti en 1965.

## Synopsis
Rosa, femme de ménage dans un bureau de l'OTAN à Paris, dérobe un micro-film pour le compte de son amant…

## Fiche technique
- Réalisation : Jean Becker
- Scénario : Jean Becker, Maurice Fabre et Didier Goulard, d'après le roman Espion, où es-tu ? M'entends-tu ? de Charles Exbrayat
- Dialogues : Henri Jeanson
- Directeur de la photographie : Ghislain Cloquet
- Décors : Robert Clavel
- Producteur : Louis-Émile Galey
- Année : 1965
- Pays d'origine :  France
- Durée : 100 min.
- Genre : Comédie

## Distribution
- Pierre Brasseur : Patache
- Francis Blanche : Dufour
- Pierre Vernier : Hector Dumont-Fréville
- Dora Doll : Rosa Patache
- Sophie Daumier : Philo
- Denise Grey : Mme Dumont-Freville
- Noël Roquevert : Édouard, le valet de chambre
- Christian de Tillière
- Paul Bisciglia
- Rellys : Un commissionnaire